# Scopula planipennis
Scopula planipennis là một loài bướm đêm trong họ Geometridae.